# Egy Emberi Lettországért
Az Egy Emberi Lettországért (lettül Par cilvēcīgu Latviju), korábbi nevén Kié az ország? (lettül Kam pieder valsts?) egy lettországi politikai párt. A pártot 2016 májusában alapították meg, jelenlegi nevét 2020 decemberében vette föl. Alapítója egy független politikus, Artuss Kaimiņš volt. A párt a második helyen végzett a 2018-as parlamenti választásokon. A párt nyíltan támogatja az olaszországi Öt Csillag Mozgalmat. A párt 2018 és 2022 között kormánypárt volt.

## Választási eredmények
| Választás éve | Szavazatok száma | Szavazatok aránya | Mandátumok száma | Parlamenti státusz |
| ------------- | ---------------- | ----------------- | ---------------- | ------------------ |
| 2018          | 120 264          | 14,33%            | 16               | kormánypárt        |
| 2022          | 2985             | 0,33%             | 0                | nem jutott be      |

| Választás éve | Szavazatok száma | Szavazatok aránya | Mandátumok száma |
| ------------- | ---------------- | ----------------- | ---------------- |
| 2019          | 4362             | 0,92%             | 0                |

## Külső hivatkozások
- honlap Archiválva 2020. április 22-i dátummal a Wayback Machine-ben